# Liste der Bodendenkmäler in Brakel
Die Liste der Bodendenkmäler in Brakel enthält die denkmalgeschützten unterirdischen baulichen Anlagen, Reste oberirdischer baulicher Anlagen, Zeugnisse tierischen und pflanzlichen Lebens und paläontologischen Reste auf dem Gebiet der Stadt Brakel im Kreis Höxter in Nordrhein-Westfalen (Stand: September 2020). Diese Bodendenkmäler sind in Teil B der Denkmalliste der Stadt Brakel eingetragen; Grundlage für die Aufnahme ist das Denkmalschutzgesetz Nordrhein-Westfalen (DSchG NRW).
| Bild | Bezeichnung                                          | Lage          | Beschreibung | Bauzeit | Eingetragen seit | Denkmal- nummer |
| ---- | ---------------------------------------------------- | ------------- | --- | ------- | ---------------- | --------------- |
|      | Burgstätte Palburg                                   |               | Standort der Niederungsburg „Palburg“ aus dem 11.-13.JH. Die unter Flur erhaltenen Siedlungsspuren und Befestigungsanlagen sind obertägig nicht erkennbar. |         |                  | 1               |
|      | Gräftenanlage u. Landschaftsgarten auf Gut Abbenburg | Bökendorf     | Im Umkreis um das heutige Herrenhaus eine erst um 1914 verfüllte Gräftenanlage, die sich noch deutlich im Gelände abzeichnet bzw. von Futtermauern und Wällen begleitet ist. Landschaftsgarten, in der 2. Hälfte des 19.JH. Angelegt. Begrenzt im Norden durch Mischwald, im Osten durch den Mühlenteich, im Süden durch den Zufahrtsweg. |         |                  | 2               |
|      | Grabhügelgruppe                                      | Hinnenburg    | 7 Grabhügel von 7,40 m - 13,70 m Durchmesser und 0,30 m - 1,00 m Höhe, aus Lehm und Kalksteinen in der Bronzezeit errichtet. Hügel 2 ist zur Hälfte zerstört, Hügel 3, 4 u. 7 sind in der Mitte alt geöffnet. Nutzungsart zum Zeitpunkt der Eintragung: Forstwirtschaftliche Fläche |         |                  | 3               |
|      | 2 Grabhügel                                          | Hinnenburg    | 2 Grabhügel von 10,0 m - 10,70 m Durchmesser und 0,50 m - 0,80 m Höhe, aus Kalksteinen in der Bronzezeit errichtet. Hügel 1 wurde 1978 am NO-Fuß beschädigt. |         |                  | 4               |
|      | Grabhügelgruppe                                      | Brakel        | 5 Grabhügel von 8 - 12,50 m Durchmesser und 0,50 m - 0,80 m Höhe, aus Kalksteinen in der Bronzezeit errichtet. |         |                  | 5               |
|      | Grabhügelgruppe                                      | Hinnenburg    | 3 Grabhügel von 7 - 10 m Durchmesser und 0,30 m - 0,50 m Höhe, aus Kalksteinen in der Bronzezeit errichtet. Die Südhälfte von Hügel Nr. 8 ist alt zerstört. |         |                  | 6               |
|      | 3 Grabhügel                                          | Brakel        | 3 Grabhügel von 6,30 m - 8,50 m Durchmesser und 0,30 m - 0,40 m Höhe, aus Kalksteinen in der frühen Bronzezeit errichtet. Die 3 Grabhügel sind in der Mitte alt geöffnet, ein 4. Grabhügel 200 m weiter westlich ist zerstört worden. |         |                  | 7               |
|      | Kleine Grabhügelgruppe                               | Brakel        | 3 Grabhügel von 7 - 8 m Durchmesser und 0,40 m - 0,50 m Höhe, aus Kalksteinen in der Bronzezeit errichtet. |         |                  | 8               |
|      | Hohlwegbündel                                        | Istrup/Brakel | 200 m langer Abschnitt des Alten Postweges, mit 8 - 10 Hohlwegen, die 0,80 - 1,50 m tief im Hang eingeschnitten sind. (Abschnitt der sog. Poststraße 4, die bis zum Anfang des 19.JH. Bad Driburg mit Höxter verband). |         |                  | 9               |
|      | Grabhügel                                            | Bellersen     | Grabhügel von 15 m Durchmesser und 1 m Höhe, aus Steinen in der Bronzezeit errichtet. |         |                  | 10              |
|      | Grabhügelgruppe                                      | Bellersen     | 4 Grabhügel von 4,70 m - 7,30 m Durchmesser und 0,20 - 0,50 m Höhe, aus Kalksteinplatten in der Bronzezeit errichtet. |         |                  | 11              |
|      | 2 Grabhügel                                          | Bellersen     | 2 Grabhügel von 5,60 - 8 m Durchmesser und 0,20 - 0,30 m Höhe, aus Lehm bzw. aus Steinen in der Bronze- oder Früheisenzeit errichtet. Die Hügel liegen am Rand des Prozessionsweges (Kreuzwegstationen Bökendorf) zwischen den Stationen XII u. XIII. |         |                  | 12              |
|      | Grabhügel                                            | Bellersen     | Grabhügel von 9,20 m Durchmesser und 0,50 m Höhe, aus Kalksteinplatten in der Bronzezeit errichtet. |         |                  | 13              |
|      | Grabhügelgruppe                                      | Hinnenburg    | 2 Grabhügel von 6,30 - 10,20 m Durchmesser und 0,30 - 0,80 m Höhe, aus Steinen und Erde in der Bronzezeit errichtet. Hügel 1 ist durch eine alte Raubgrabung gestört. |         |                  | 14              |
|      | Grabhügelgruppe                                      | Hinnenburg    | 3 Grabhügel von 4 - 6,50 m Durchmesser und 0,20 - 0,30 m Höhe, aus Steinen und Lehm in der Bronzezeit/Früheisenzeit errichtet. |         |                  | 15              |
|      | Grabhügel                                            | Bökendorf     | Grabhügel von 9,50 m Durchmesser und 0,80 m Höhe, aus Steinen in der Bronzezeit errichtet. |         |                  | 16              |
|      | Grabhügelgruppe                                      | Bellersen     | 4 Grabhügel von 6,50 m - 12,50 m Durchmesser und 0,40 - 0,80 m Höhe, aus Steinen und Lehm in der Bronzezeit errichtet. |         |                  | 17              |
|      | 2 Grabhügel                                          | Bellersen     | 2 Grabhügel von ca. 8 - 11 m Durchmesser und 0,30 - 0,60 m Höhe, aus Kalksteinen und Lehm in der Bronzezeit errichtet. |         |                  | 18              |
|      | Grabhügelgruppe                                      | Bellersen     | 11 Grabhügel von 4 - 13 m Durchmesser und 0,20 - 0,80 m Höhe, aus Steinen in der Bronzezeit errichtet. |         |                  | 19              |
|      | Jungsteinzeitliches Erdwerk                          | Brakel        | Durch Doppelgraben umwehrter Siedlungsplatz der güngeren Steinzeit. Die durch Ausgrabung nachgewiesenen archäologischen Strukturen sind obertägig nicht sichtbar (bzw. nur luftbildarchäologisch in Form von Bewuchsmerkmalen) unter Flur jedoch erhalten. |         |                  | 20              |
|      | Hohlweg und Flurrelikte                              | Bökendorf     | 350 m langer Abschnitt eines Hohlweges unterschiedlicher Ausprägung sowie nordöstlich daran anschließende Altflur von Nordost nach Südwest ausgerichteten Wölbäckern. Zeitstellung: Mittelalter/Frühneuzeit. |         |                  | 21              |
|      | 3 Grabhügel                                          | Rheder        | 3 Grabhügel von 7 - 8,50 m Durchmesser und 0,30 - 0,60 m Höhe, aus Steinen in der Bronzezeit errichtet. |         |                  | 22              |
|      | Grabhügelgruppe                                      | Gehrden       | 4 Grabhügel von 9 - 21 m Durchmesser und 0,50 - 1,50 m Höhe, aus Steinen und Lehm in der Bronzezeit errichtet. |         |                  | 23              |
|      | Grabhügel                                            | Gehrden       | Grabhügel von 5 m Durchmesser und 0,20 m Höhe, aus Steinen in der Bronzezeit errichtet. Ein weiter nordöstlich gelegener Grabhügel (Nr. 8) ist zerstört. |         |                  | 24              |
|      | Grabhügelgruppe                                      | Gehrden       | 3 Grabhügel von 7 - 9,50 m Durchmesser und 0,20 - 0,60 m Höhe, aus Steinen oder Lehm in der Bronzezeit errichtet. Die Südhälfte des Hügels Nr. 13 liegt in der Gemarkung Niesen der Stadt Willebadessen. |         |                  | 25              |
|      | Grabhügelgruppe                                      | Gehrden       | 15 Grabhügel von 4 - 15 m Durchmesser und 0,20 - 0,80 m Höhe, aus Steinen bzw. Steinen und Erde in der Bronzezeit errichtet. |         |                  | 26              |
|      | Grabhügelgruppe                                      | Gehrden       | 4 Grabhügel von 5 - 11 m Durchmesser und 0,30 - 0,80 m Höhe, aus Steinen in der Bronzezeit errichtet. |         |                  | 27              |
|      | Grabhügelgruppe                                      | Gehrden       | 11 Grabhügel von 6,50 - 12 m Durchmesser und 0,20 - 0,80 m Höhe, aus Kalksteinen bzw. aus Lehm in der Bronzezeit errichtet. |         |                  | 28              |
|      | Grabhügel                                            | Gehrden       | Grabhügel von 5,70 m Durchmesser und 0,30 m Höhe, aus Steinen in der Bronzezeit errichtet. Das Westdrittel des Grabhügels ist beim Wegebau zerstört worden. 150 m weiter nördlich ist ein weiterer Grabhügel durch Pflügen zerstört worden. |         |                  | 29              |
|      | Grabhügel                                            | Gehrden       | Nordhälfte eines Grabhügels von 8 m Durchmesser und 0,40 m Höhe, aus Steinen in der Bronzezeit errichtet. Die Südhälfte des Hügels liegt auf dem Flurstück 149. |         |                  | 30              |
|      | Grabhügelgruppe                                      | Gehrden       | 4 Grabhügel von 4 - 8 m Durchmesser und 0,30 - 0,40 m Höhe, aus Steinen in der Bronzezeit errichtet. Die Nordhälfte des Hügels Nr. 3 liegt auf dem Flurstück 148. |         |                  | 31              |
|      | Grabhügelgruppe                                      | Gehrden       | 56 Grabhügel von 3,60 - 13 m Durchmesser und 0,30 - 0,70 m Höhe, aus Steinen in der Bronzezeit, in der Eisenzeit oder in frühgeschichtlicher Zeit errichtet; sowie 2 Steinwälle von 20 bzw. 78 m Länge, 6- 8 m Breite und 0,40 - 0,60 m Höhe, etwa Süd-Nord ausgerichtet. Die Westhälfte von Hügel 13 ist beim Wegebau zerstört worden, einige Hügel durch Wildschweinschürfungen beschädigt. |         |                  | 32              |
|      | Grabhügelgruppe                                      | Gehrden       | 6 Grabhügel von 4 - 8 m Durchmesser und 0,20 - 0,50 m Höhe, aus Steinen bzw. aus Lehm in der Bronzezeit errichtet. |         |                  | 33              |
|      | Grabhügel/Hohlwegbündel                              | Siddessen     | 3 Grabhügel von 5,60 - 6,70 m Durchmesser und 0,20 - 0,30 m Höhe, aus Kalksteinen in der Bronzezeit errichtet; sowie ein 200 m langer Abschnitt eines Bündels von 6 Hohlwegen, die im Hang bis zu 0,60 m tief eingeschnitten sind. |         |                  | 34              |
|      | Grabhügel                                            | Siddessen     | Grabhügel von 7,20 m Durchmesser und 0,20 - 0,50 m Höhe, aus Steinen in der Bronzezeit errichtet. |         |                  | 35              |
|      | Hohlweg                                              | Rheder        | 280 m langer Abschnitt eines 1 - 2,20 m tief im Hang eingeschnittenen Hohlweges. Der Weg dürfte frühneuzeitlich und im Zusammenhang mit einer Nethe-Furt und dem Schloß zu sehen sein |         |                  | 36              |
|      | Glashüttenstelle Löwenberg                           | Schmechten    | Glashüttenstelle Löwenberg mit mehreren runden Ofenfundamenten und Abwurfhalden. |         |                  | 37              |
|      | Grabhügelgruppe                                      | Siddessen     | 4 Grabhügel von 4,20 - 8,30 m Durchmesser und 0,20 - 0,50 m Höhe, aus Kalksteinen in der Bronzezeit errichtet. |         |                  | 38              |
|      | Körpergräberfriedhof                                 | Frohnhausen   | Körpergräberfriedhof des späten 8. Jahrhundert n. Chr. Die durch Ausgrabungen nachgewiesenen Gräber sind obertägig nicht sichtbar, unter Flur jedoch erhalten. |         |                  | 39              |
|      | 2 Grabhügel                                          | Siddessen     | 2 Grabhügel von 6,30 - 18,50 m Durchmesser und 0,20 - 1,20 m Höhe, aus Steinen und Erde in der Bronzezeit errichtet. Hügel 1 ist in der Hälfte durch eine alte Raubgrabung und die Anlage eines Hochsitzes beschädigt. |         |                  | 40              |
|      | Grabhügelgruppe                                      | Rheder        | 10 Grabhügel von 6 - 11,50 m Durchmesser und 0,20 - 0,80 m Höhe, aus Kalksteinen in der Bronzezeit errichtet. Hügel 4 und 7 sind in der Mitte durch alte Raubgrabungen beschädigt. |         |                  | 41              |
|      | 3 Grabhügel                                          | Rheder        | 3 Grabhügel von 4,50 - 9,30 m Durchmesser und 0,20 - 1,00 m Höhe, aus Kalksteinen in der Bronzezeit errichtet. |         |                  | 42              |
|      | Flurrelikte                                          | Erkeln        | Altflur mit 300 - 350 langen, 10 - 13 m breiten, 0,10 - 0,35 m hohen Wölbäckern, die Ost nach West gerichtet sind; sowie nordöstlich anschließend mehrere, bis zu 1,50 m tief im Hang eingeschnittene Fahrbahnen des Altweges Brakel - Borgholz. Zeitstellung: Mittelalter bis Frühneuzeit. |         |                  | 43              |
|      | Ortswüstung Sudheim                                  |               | Existenz und Bedeutung der Ortswüstung Sudheim sind in Publikationen von Stephan (Archäologische Studien zur Wüstungsforschung im südlichen Weserbergland. Münstersche Beiträge zur Ur- und Frühgeschichte 10-11,1978-79, S. 243-244, Taf. 61 sowie: Archäologische Betrachtungen zur Siedlungsgeschichte der Landschaft um Brakel von der Vorgeschichte bis zum späten Mittelalter, in: Brakel 829-1229-1979, Brakel 1979, 9-48, bes. 40-42) veröffentlicht worden. Die Ortswüstung Sudheim gehört zur Schicht der frühmittelalterlichen -heim Orte, die in Westfalen und Südostniedersachsen in karolingischer Zeit (um 800 n. Chr.) zur Sicherung und Kontrolle wichtiger Verkehrs- und Heerwege im Umfeld von Königshöfen angelegt wurden. In diesen Orten, die für das System der karolingischen Herrschaftsorganisation und -durchdringung nach den Sachsenkriegen Karls des Großen von entscheidender Bedeutung waren, sind fränkische Militärbauern (neu) angesiedelt worden. Die sächsische Bevölkerung ist hingegen nach 775 in andere Teile des Karolingerreiches (u.a. Hessen, Mainfranken, Oberrhein) zwangsumgesiedelt bzw. deportiert worden. Erstmals in der ersten Hälfte des 10. Jahrhunderts ist Sudheim urkundlich erwähnt. Im 12. Jahrhundert befinden sich dort mehrere vom Kloster Corvey abhängige Mansen. Weiterhin ist für den ehemaligen Ort eine grundherrschaftlich von den Herren von Brakel abhängige cuffis tradiert. Die aus den historischen Quellen zu entnehmende Aufgabe des Ortes um/vor 1375 steht im Einklang mit der Aussage bislang geborgener Oberflächenfunde, wobei durch die urkundlichen Quellen des Spätmittelalters ein unmittelbarer Bezug zwischen Ortsaufgabe von Sudheim und Stadtentstehung von Brakel erwiesen ist.Der Beginn der Besiedlung von Sudheim liegt jedoch viel früher als durch die Schriftquellen belegt. Da für die Fundbereiche B, die von der beantragten Maßnahme betroffen sind, in erheblichem Umfang Material des 8.JH. (sog. Kumpfkeramik) sowie Gefäßscherben aus der vorrömischen Eisenzeit nachgewiesen ist, muss man von einer eisenzeitlichen und von einer sächsischen Vorbesiedlung des Areals ausgehen. |         |                  | 44              |
|      | Pfarrkirche St. Michael                              |               | Mittelalterliche Pfarrkirche mit umgebendem, 1791 aufgegebenem Friedhof und der nördlich anschließenden, sog. Wedeme (mittelalterliches Pfarrhaus). Die Bestandteile des Bodendenkmals sind die Spuren der Kirche, des Friedhofs und des Pfarrhauses, die obertägig nicht sichtbar, im Boden jedoch erhalten sind. |         |                  | 45              |
|      | Mittelalterliches Rathaus und Markt                  |               | Mittelalterliches Rathaus mit südlich anschließendem Marktplatz. Die Bestandteile des Bodendenkmals sind die Spuren des Rathauses und des Marktes, die obertägig nicht sichtbar, im Boden jedoch erhalten sind. |         |                  | 46              |
|      | Heilig-Geist-Spital                                  |               | Mittelalterliches Spital mit zugehöriger Kapelle bzw. nach 1645 Kapuzinerkloster. Die Bestandteile des Bodendenkmals sind die Spuren des mittelalterliches Spitals, des frühneuzeitlichen Klosters und dessen bürgerlichen Vorgängerbauten, die obertägig nicht sichtbar, im Boden jedoch erhalten sind. |         |                  | 47              |
|      | Königshof                                            | Brakel        | Standort des mittelalterlichen Königshofes und der mittelalterlichen Burgstelle der Herren von Brakel. Die Bestandteile des Bodendenkmals sind die Spuren der mittelalterlichen Bebauung und Nutzung, die obertägig nicht sichtbar, im Boden jedoch erhalten sind. Ausgeschlossen vom Bodendenkmal sind die unterkellerten Gebäude. |         |                  | 48              |
|      | Mittelalterliche Stadtbefestigung                    | Brakel        | Mittelalterliche Stadtbefestigung der Alt- und der Neustadt mit Stadtmauer und Türmen, vier Toren, Stadtgraben und Außenwall. Die Bestandteile des Bodendenkmals sind die Spuren der mittelalterlichen Stadtbefestigung, die obertägig nicht sichtbar, im Boden jedoch erhalten sind. |         |                  | 49              |
|      | Schwesternhaus Marie Opferungstal                    | Brakel        | Standort des spätmittelalterlichen Klosters und einer vorklösterlichen Bebauung. Die Bestandteile des Bodendenkmals sind die Spuren des Klosters und dessen Vorgängerbebauung, die obertägig nicht sichtbar, im Boden jedoch erhalten sind. |         |                  | 50              |